# Herminium tangianum
Herminium tangianum är en orkidéart som först beskrevs av Shiu Ying Hu, och fick sitt nu gällande namn av Kai Yung Lang. Herminium tangianum ingår i släktet honungsblomstersläktet, och familjen orkidéer. Inga underarter finns listade i Catalogue of Life.